# Kim Jin-hyun
Đây là một tên người Triều Tiên, họ là Kim.
Kim Jin-hyun (tiếng Hàn: 김진현; sinh ngày 29 tháng 7 năm 1987) là một cầu thủ bóng đá Hàn Quốc thi đấu cho Cereso Osaka của Nhật Bản.